# 地主神社

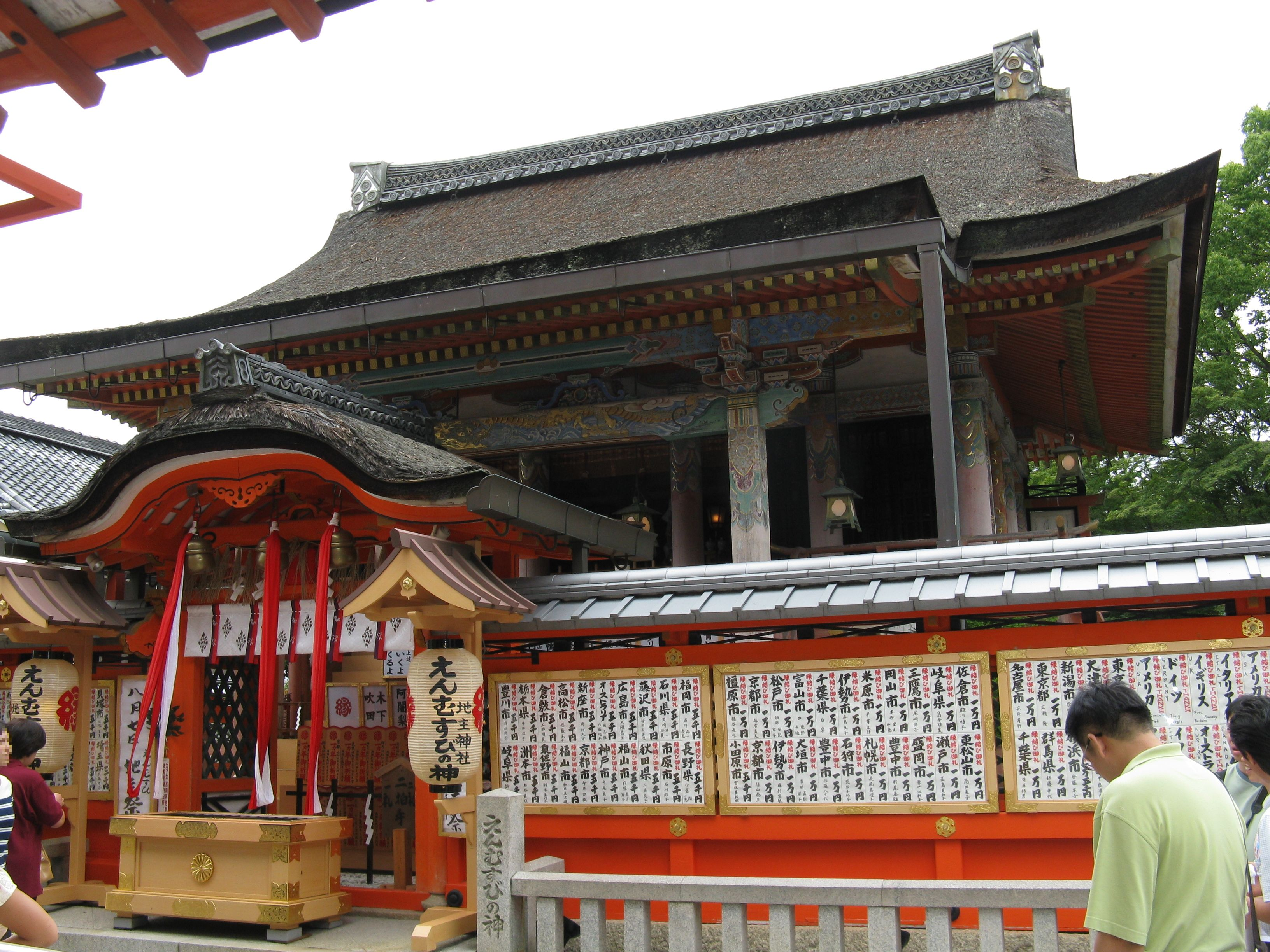
本殿（重要文化財）

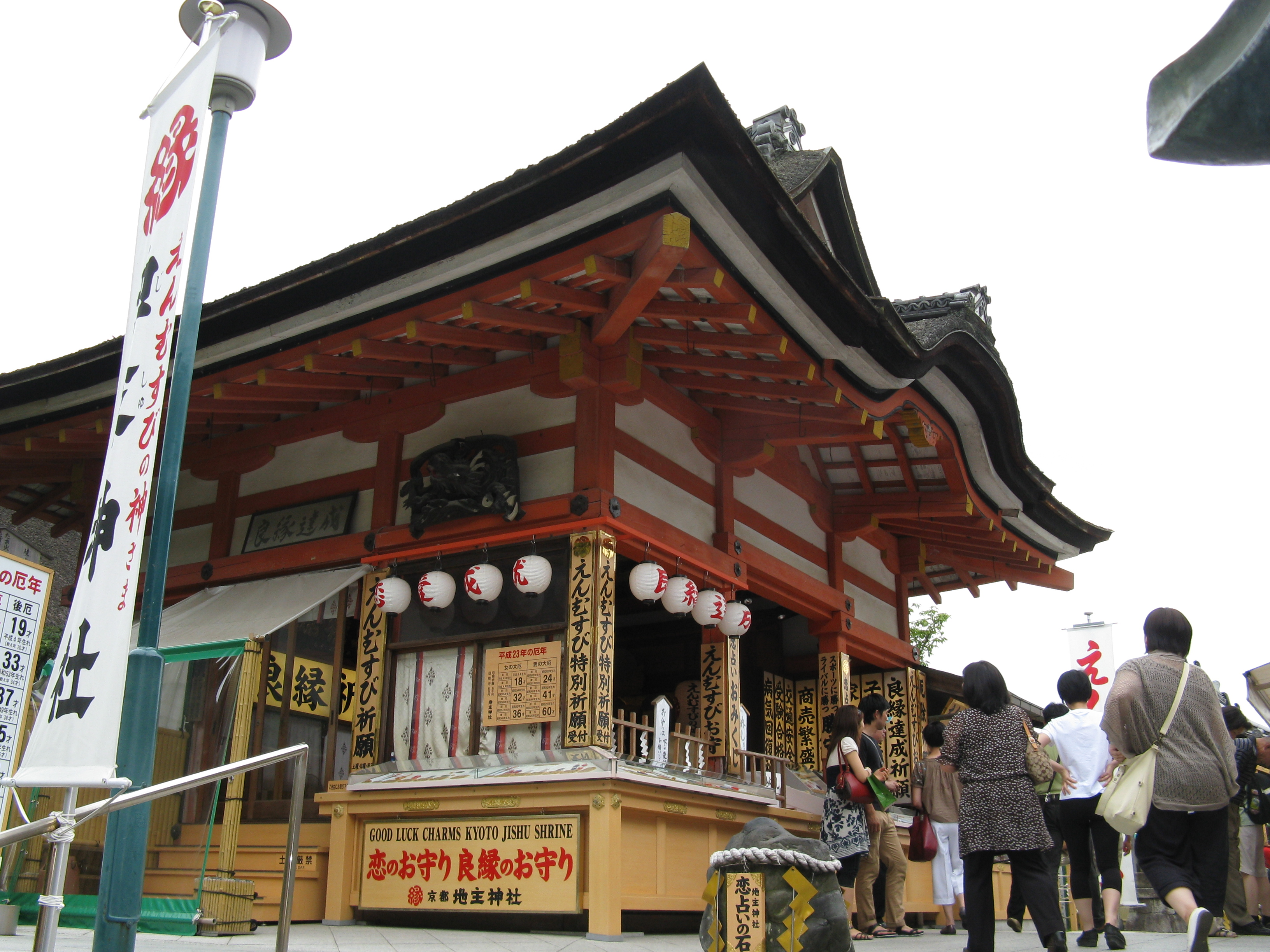
拝殿（重要文化財、画像は北面、南面は懸造りになる）

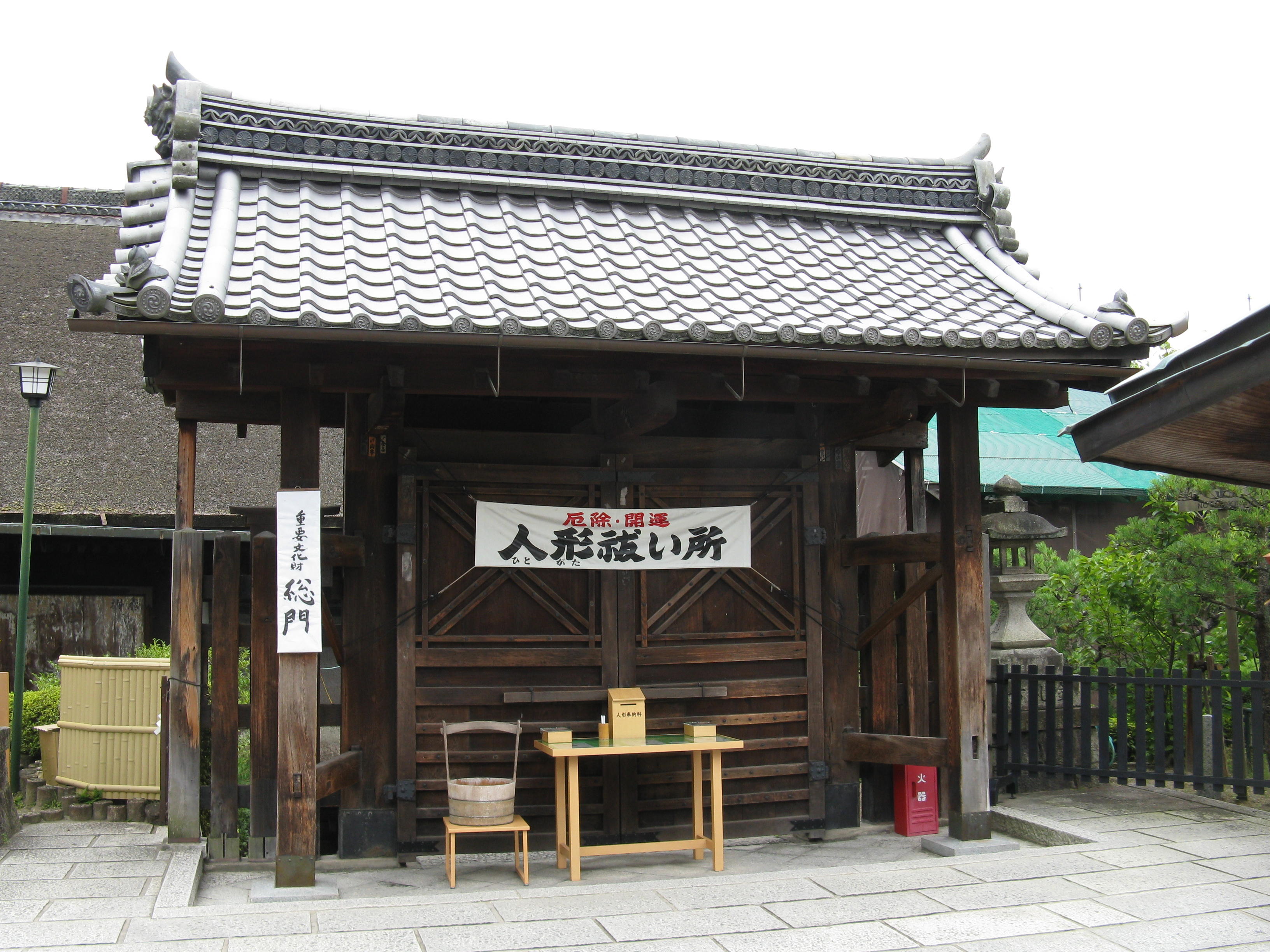
総門（重要文化財）

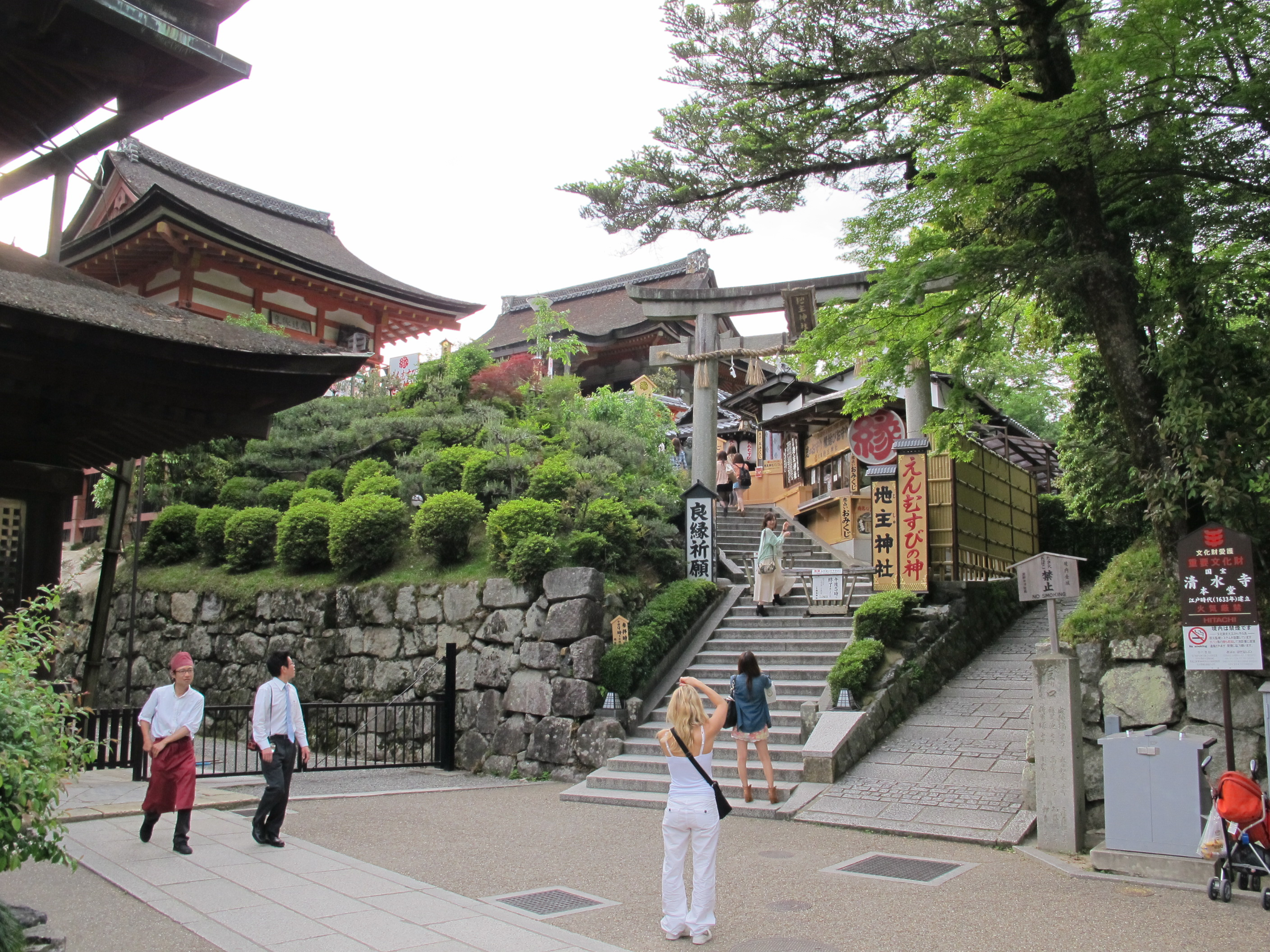
境内（左奥は拝殿）

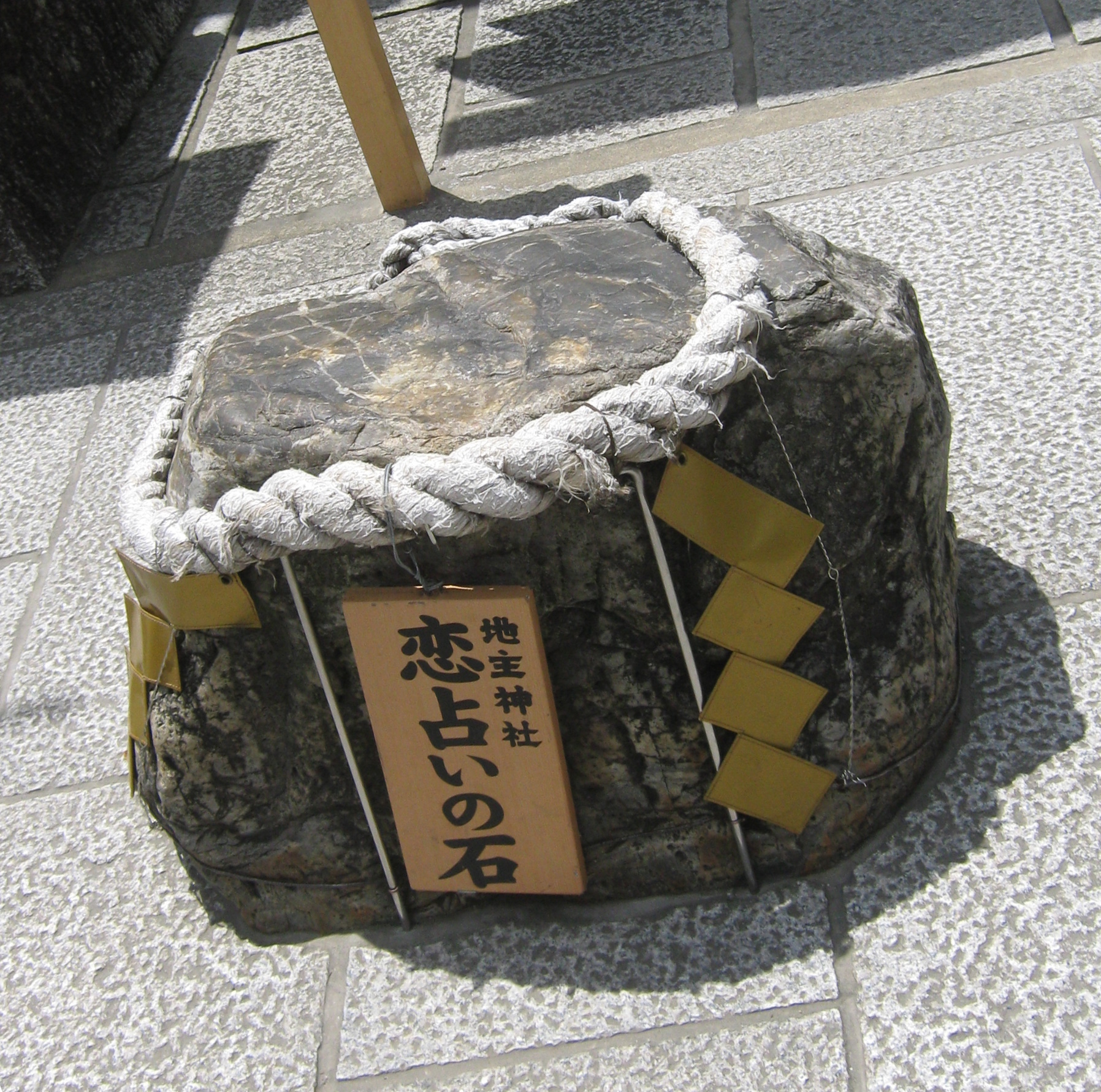
恋占いの石

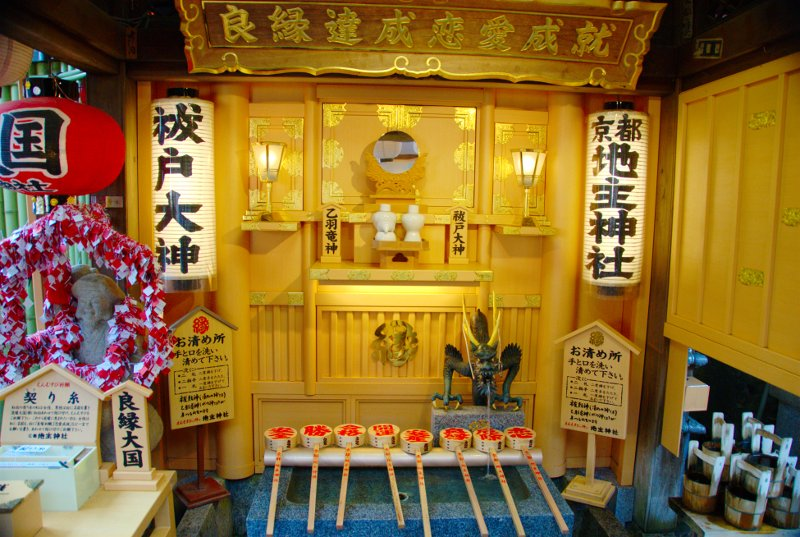
手水所

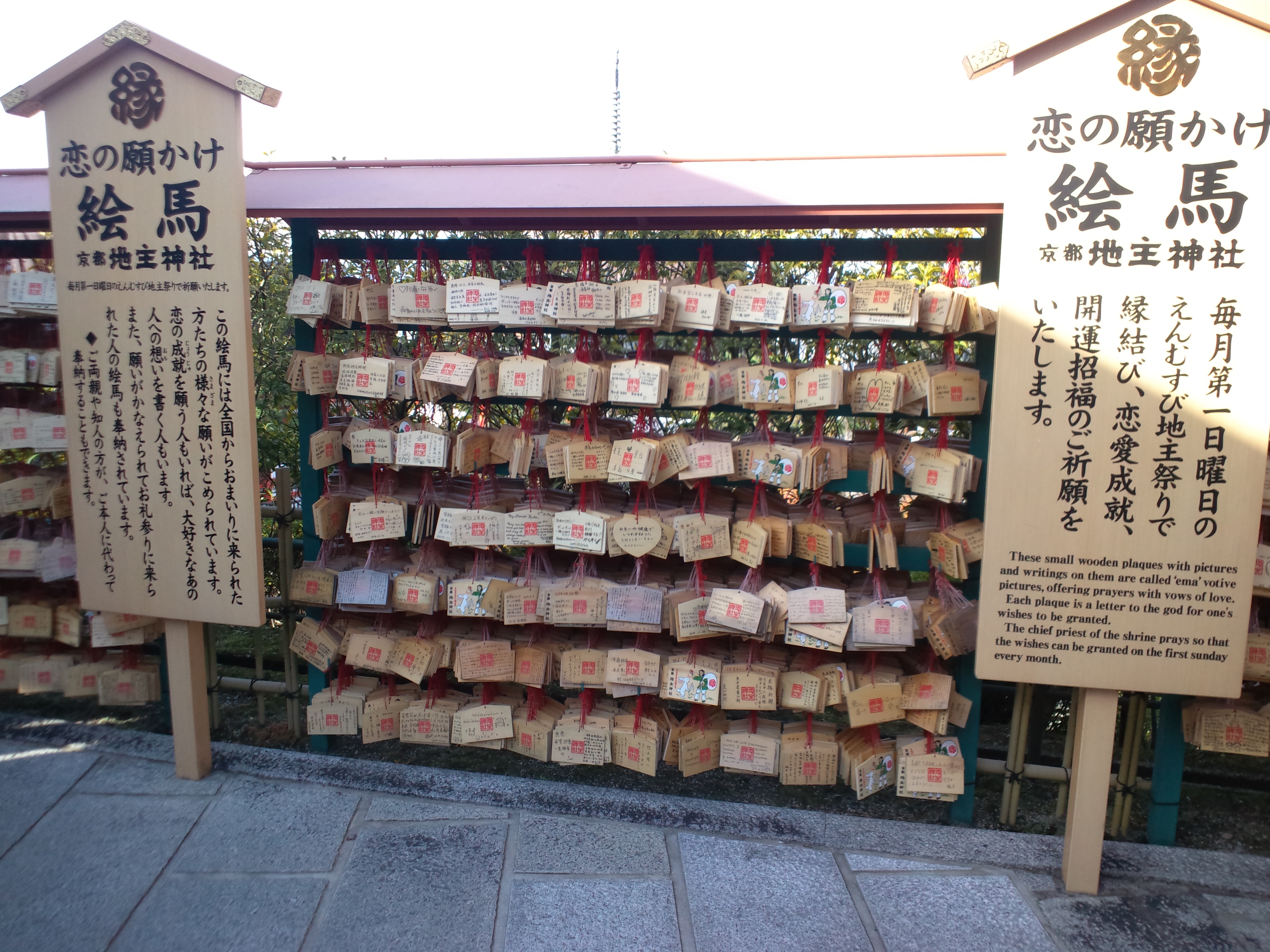
恋の願かけ絵馬

地主神社（じしゅじんじゃ）と呼ばれる神社は、以下に大別される。
1. 神社や寺院が建立される際に、その土地の地主神を祀るために建立された神社。神社の境内に末社として建てられている場合や、寺院に隣接して立地している場合がある。寺院に隣接している地主神社は、本来は隣接する寺院の一部（鎮守社）であったのが、明治の神仏分離で独立した経緯のあるものがほとんどである。なお、この場合は「じぬしじんじゃ」と読む所もある。
2. 京都府京都市東山区にある神社。清水寺に隣接する。全国に数ある地主神社の中でも特に著名。

本項では2.について述べる。

## 概要
清水寺の清水の舞台を出て直ぐ左手にある神社で、江戸時代までは清水寺の鎮守社で地主権現社といった。大国主を主祭神とし、縁結びの神さまとして若い女性やカップルに人気のスポットである。

## 歴史
社伝によれば、創建は日本建国以前の神代とされる。実際、境内の「恋占いの石」は原子物理学者ライル・ベンジャミン・ボーストによる科学的な年代測定で、縄文時代のものであることが判明している。
平安時代には嵯峨天皇、円融天皇、白河天皇が行幸した。天禄元年（970年）、円融天皇行幸の際、勅命により臨時祭が行われた。これが今の当社例大祭「地主祭り」の起源である。
社殿は寛永10年（1633年）に徳川家光により再建されたものである。
明治に入り神仏分離令により清水寺から独立して社名を地主権現社から地主神社へと改めた。近代社格制度のもと郷社に列格した。
第二次世界大戦後は、京都周辺の旧民社を中心とする神社が加盟する神社本教に所属しており、1999年（平成11年）からは当社宮司が神社本教主管（代表）を務めている。
1994年（平成6年）には、歴史的経緯から清水寺の一部という形で世界遺産「古都京都の文化財」に登録された。
令和4年度社殿修復⼯事のため、2022年（令和4年）8月19日より閉門中である（工期3年の予定）。

## 祭神
- 主祭神 - 大国主命、素戔嗚命（父神）、奇稲田姫命（母神）、足摩乳命、手摩乳命（奇稲田姫命の父母神）
- 相殿 - 大田大神（芸能と長寿の神）、乙羽竜神（旅行・交通安全の神）、思兼大神（知恵と才能の神）

ただし「地主神社」という社名から、本来は当地の地主神を祀る神社であるとする説もある。

## 境内
- 本殿（重要文化財） - 寛永10年（1633年）に徳川家光により再建。
- 祓戸社 - 祭神：祓戸大神
- 恋占いの石 - 境内には10メートルほど離れてたつ2つの守護石「恋占いの石」があり、目をつぶって、その石から石に辿り着けば恋が叶うとされている。縄文時代の祭祀遺物である。
- 拝殿（重要文化財） - 寛永10年（1633年）に徳川家光により再建。天井には狩野元信による丸竜「八方にらみの竜」が描かれている。南面は懸造りとなっている。
- 撫で大国 - 撫でると御利益があるという大黒天。
- 大田大神
- 水かけ地蔵 - 水をかけて祈願すると御利益があるという。
- おかげ明神 - 一願成就の守り神で女性の信仰を集める。
- いのり杉 - 「のろい杉」ともいわれる。江戸時代に「丑の刻参り」に使われたという。五寸釘を打ち込んだ跡が残っている。
- 総門（重要文化財） - 閉じられている。
- 大国主命像
- 良縁大国 - 縁結びの神。
- 栗光稲荷社 - 商売繁盛の神。
- 社務所

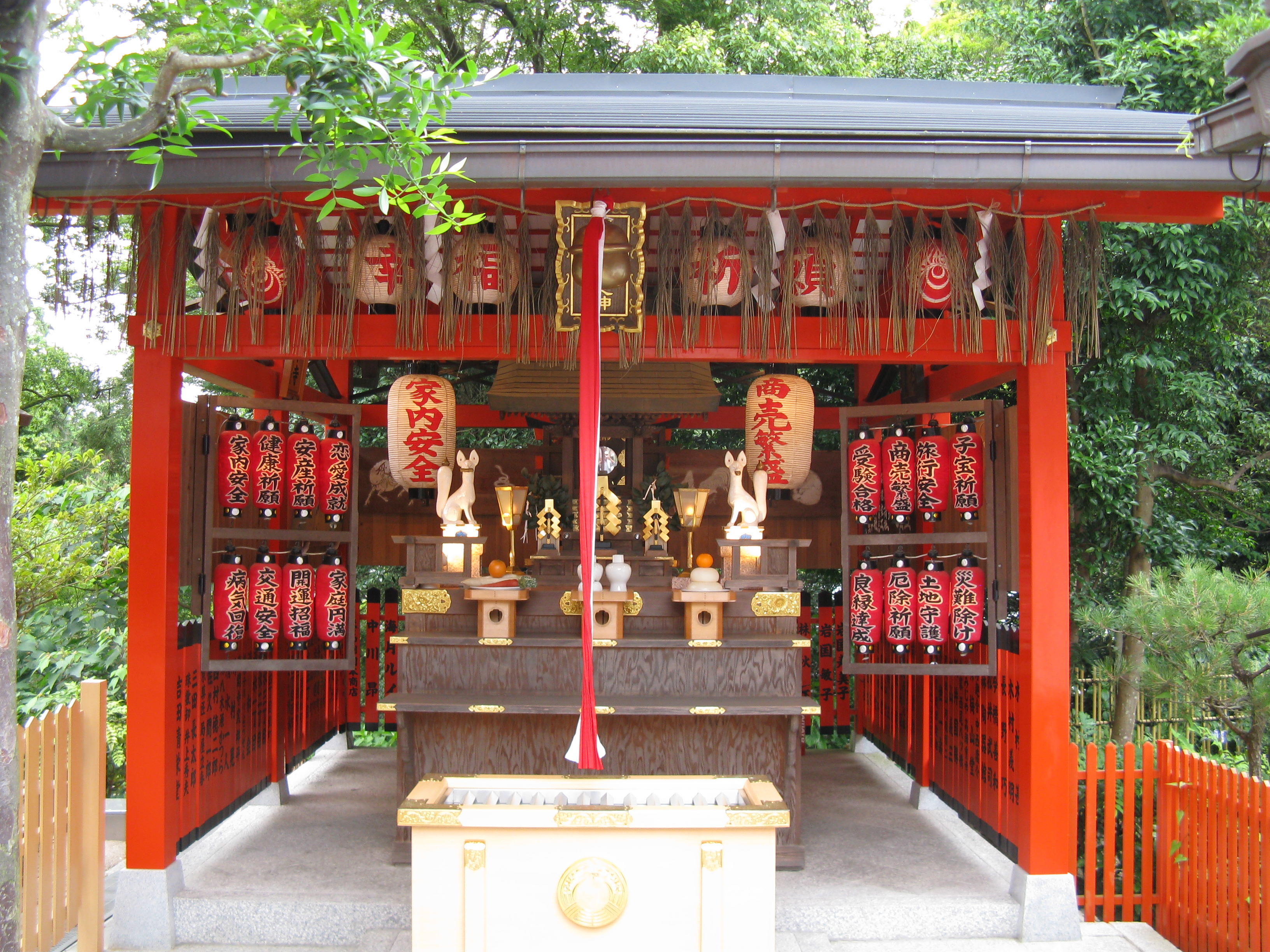
栗光稲荷社
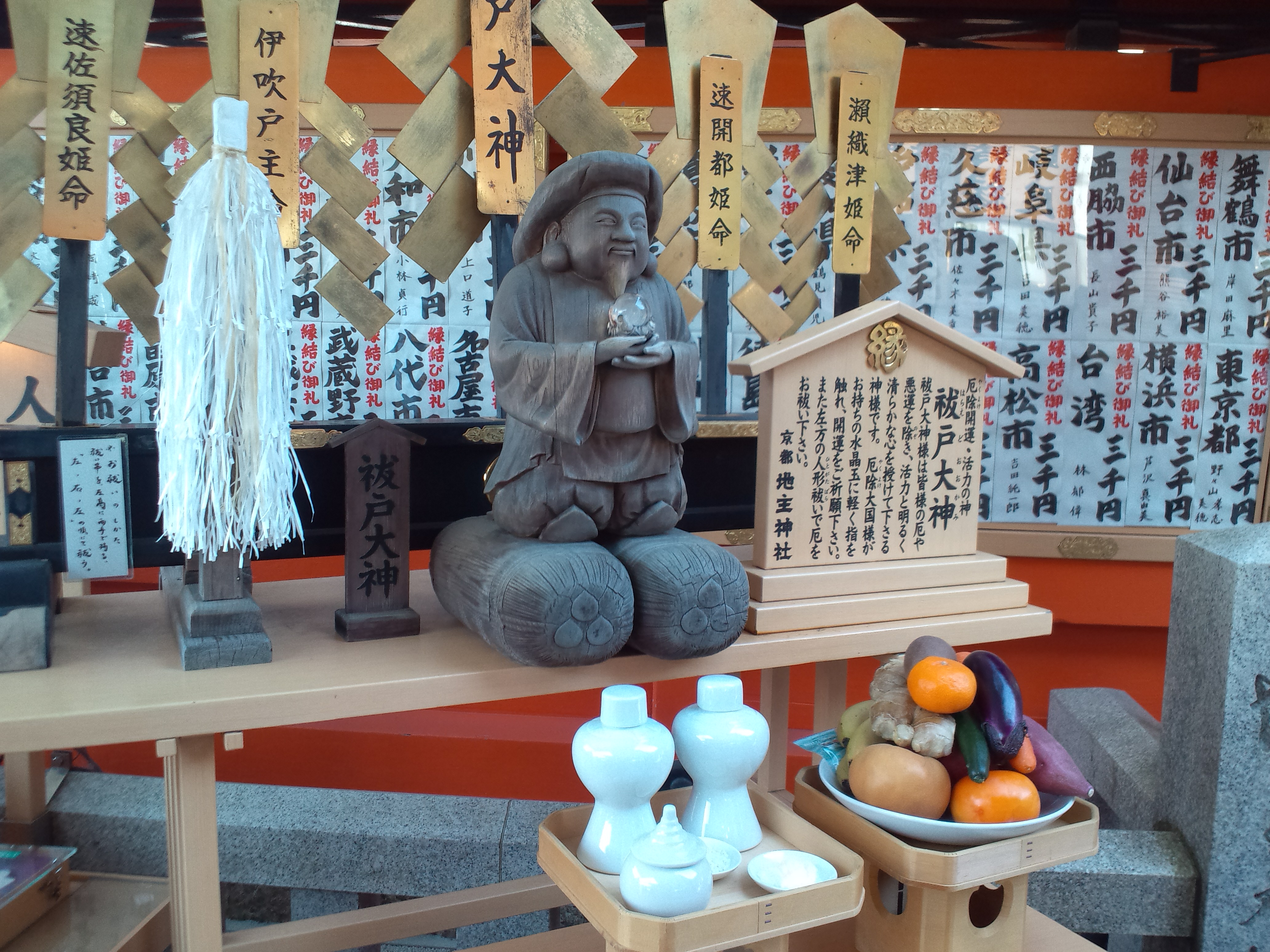
祓戸社
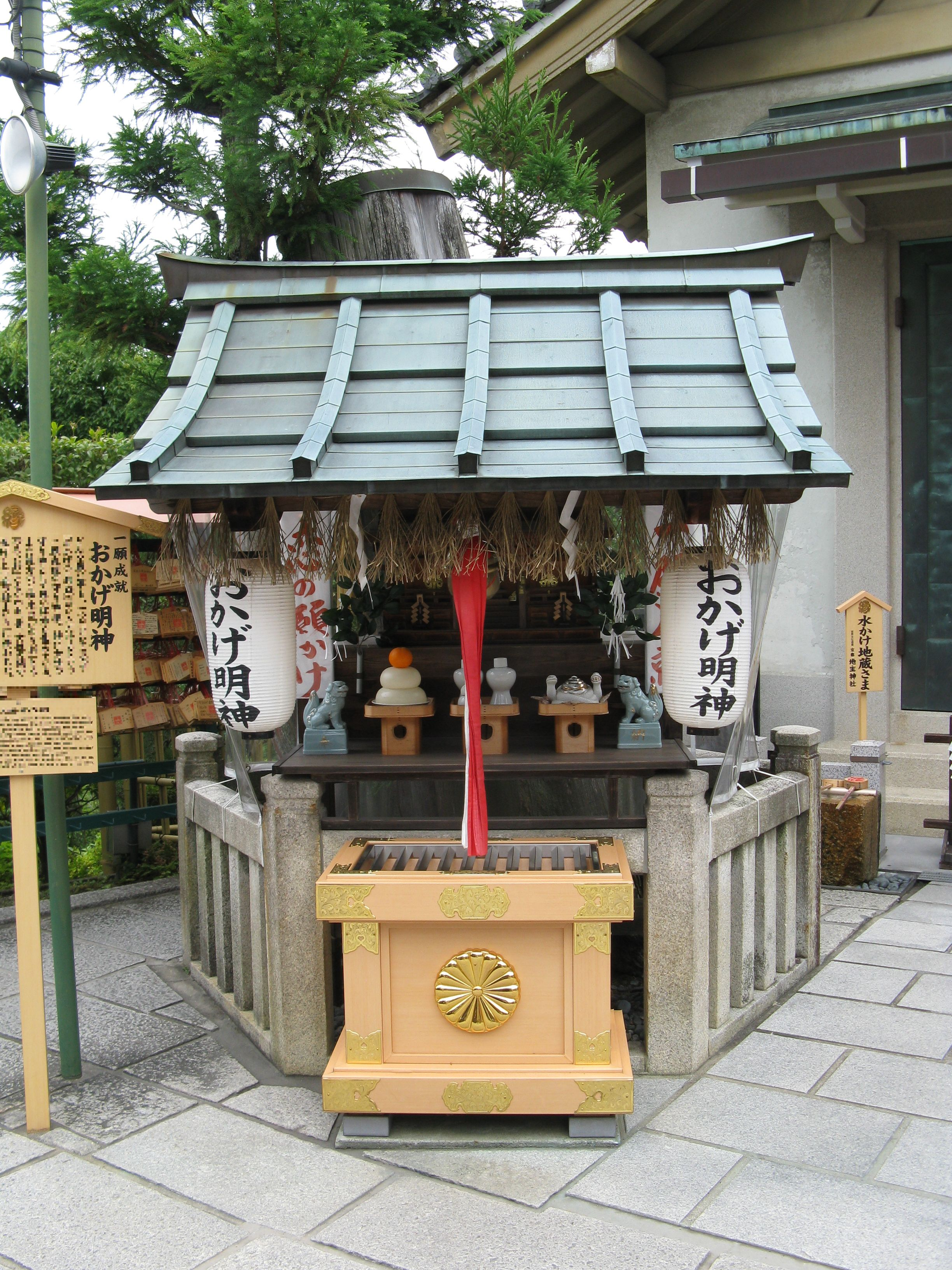
おかげ明神
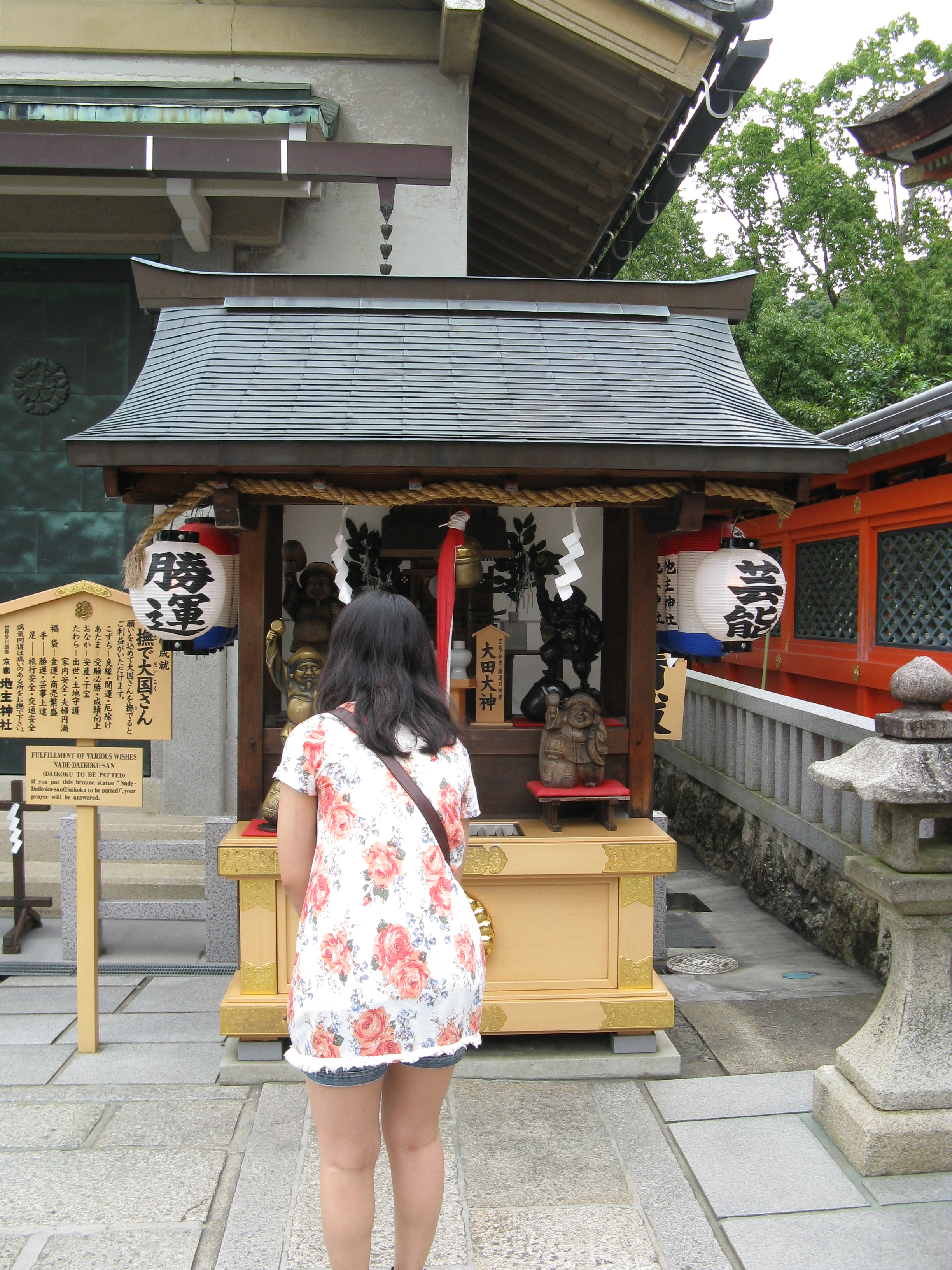
撫で大国
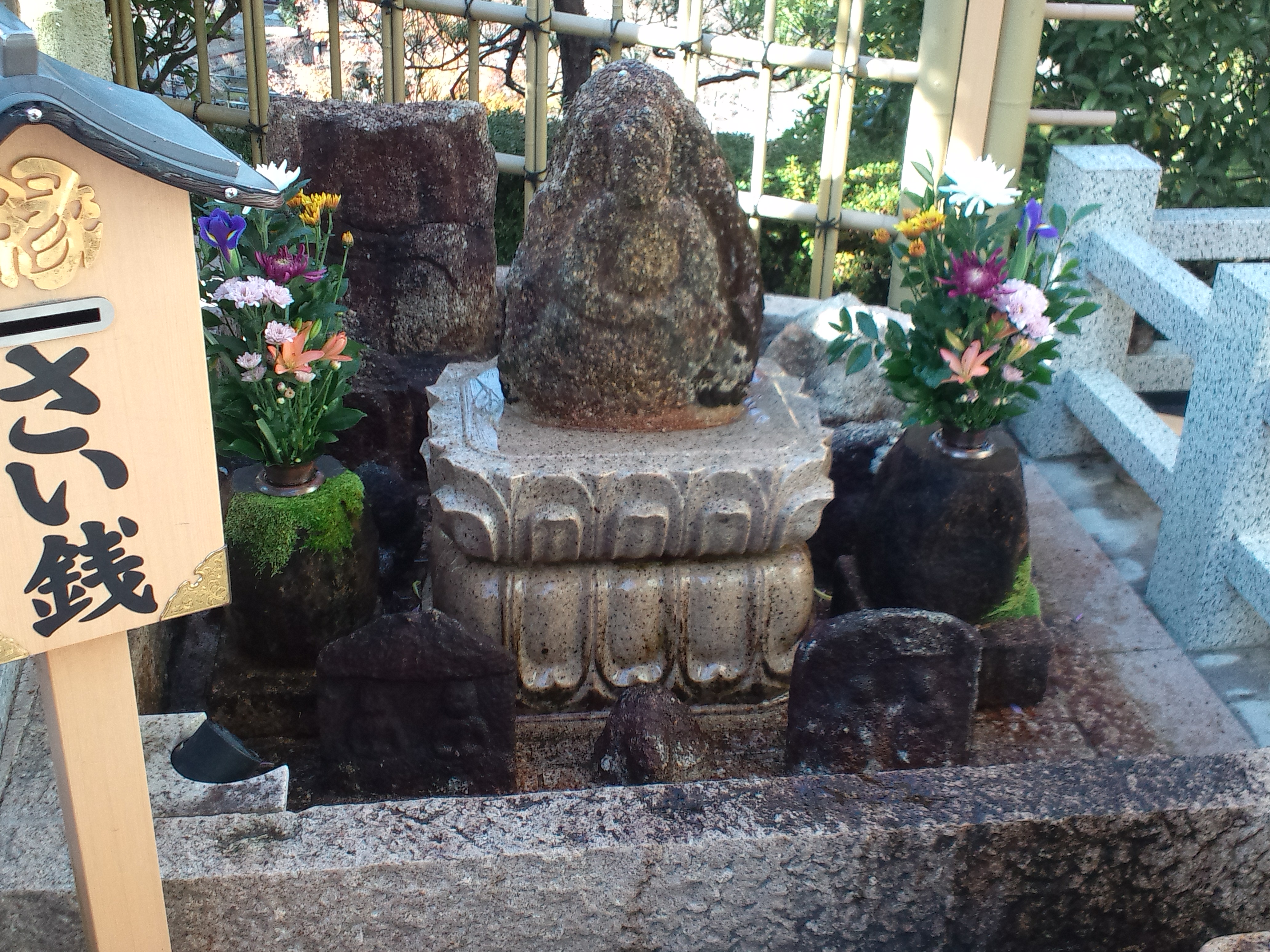
水かけ地蔵
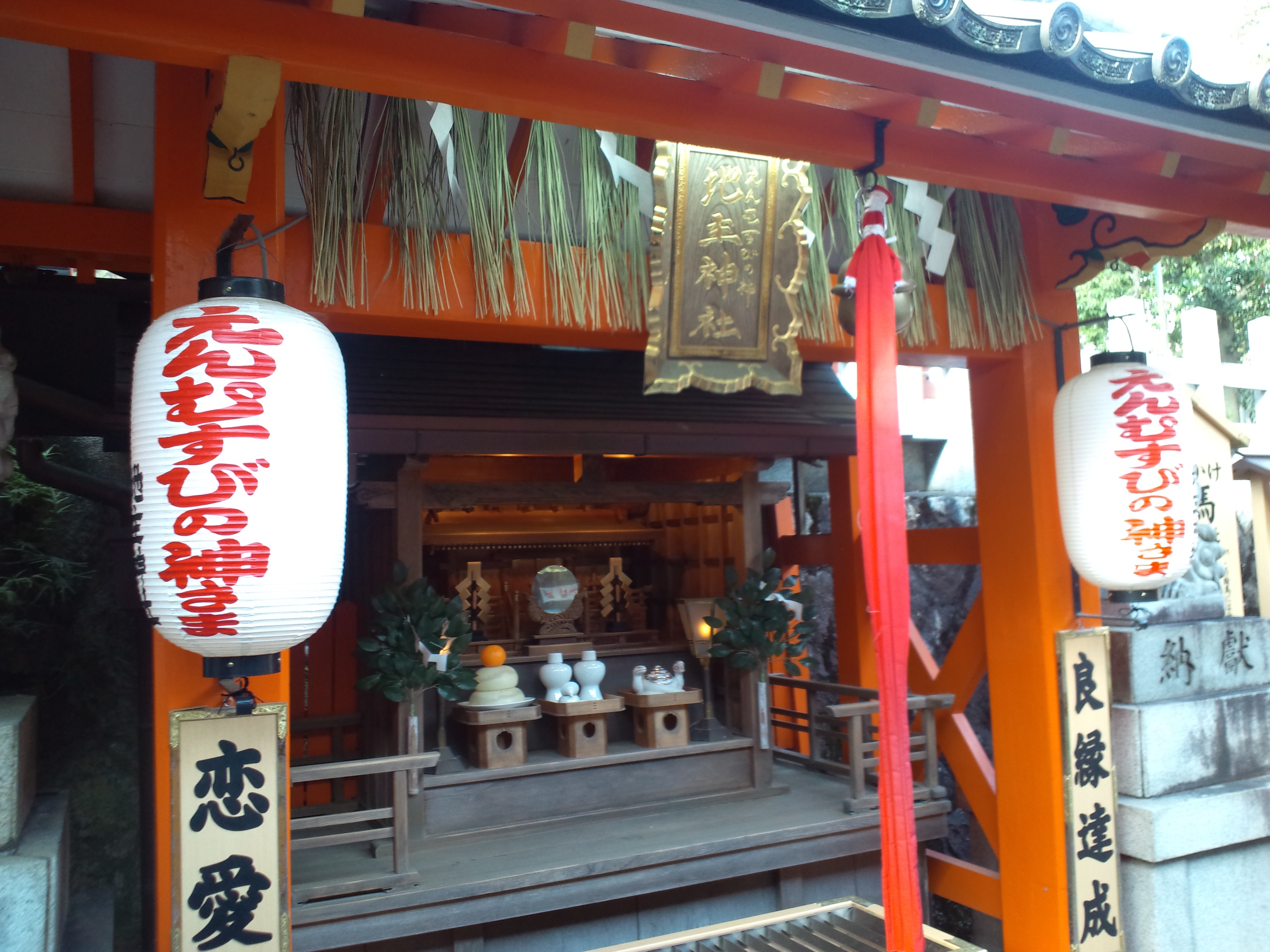
良縁大国

## 地主桜
境内は「地主桜」と呼ばれる桜の名所で、弘仁2年（811年）に嵯峨天皇が行幸した際、一重と八重が同じ枝に咲いていた地主神社の桜の美しさに3度車を返したことから「御車返しの桜」とも呼ばれ、以後、嵯峨天皇は地主神社に桜を毎年献上させた。当時の貴族社会では花見の花としては梅が一般的だったが、弘仁3年（812年）には嵯峨天皇が桜の花宴を開いたという記述が『日本後紀』にあり（日本初の桜の花見の公式記録）、これが日本人の桜好きの原点といわれる。謡曲『田村』（清水寺創建の縁起物語と坂上田村麻呂の蝦夷征伐を描いた作品）で「地主権現の花盛り、それ花の名所多しと言えども、この寺の地主の桜にしくはなし」と歌われたほか、『熊野 (能)』『梁塵秘抄』『閑吟集』などでも地主桜の美しさが称賛されている。「えんむすび祈願さくら祭」では白川女による献花と『田村』『熊野』の奉納が行なわれる。
現在見られる境内の桜は後年に佐野藤右衛門が移植したソメイヨシノ。春にさくら祭りが開催されている。

## 文化財

### 重要文化財
- 地主神社（3棟および土地）
  - 本殿
  - 拝殿
  - 総門
  - 境内地 - 1993年（平成5年）9月1日追加指定。

## 祭事
毎月第1日曜日14時より「えんむすび地主祭り」が行われている。

## 交通アクセス
- 京阪バス、京都市営バス 清水道または五条坂下車。
- 京阪本線「清水五条駅」下車徒歩約22分、または「祇園四条駅」下車徒歩約25分

参拝時間
参拝時間9:00～17:00

## 外部サイト
- 地主神社（公式サイト）
- ウィキメディア・コモンズには、地主神社に関するカテゴリがあります。